# Wolf-Rüdiger Netz
Wolf-Rüdiger Netz (Schwerin, 15 december 1950) is een voormalig voetballer uit Oost-Duitsland, die speelde als aanvaller. Hij kwam zijn gehele loopbaan uit voor BFC Dynamo Berlin. Met die club werd hij zesmaal op rij kampioen van de DDR.

## Interlandcarrière
Netz kwam in totaal twee keer (één doelpunt) uit voor de nationale ploeg van Oost-Duitsland in de periode 1978–1981. Onder leiding van bondscoach Georg Buschner maakte hij zijn debuut op 15 november 1978 in de EK-kwalificatiewedstrijd tegen Nederland (3–0) in Rotterdam. Zijn tweede en tevens laatste interland speelde hij op 4 april 1981 tegen Malta (1-2) in Gżira.

## Erelijst
BFC Dynamo Berlin
- DDR-Oberliga:

1979, 1980, 1981, 1982, 1983, 1984